# Villa (Estados Unidos)
En los Estados Unidos, el significado de "villa" varía según la zona geográfica y la jurisdicción legal. En el uso formal, "villa" es un tipo de demarcación administrativa a nivel de gobierno local. Dado que la Décima Enmienda a la Constitución de los Estados Unidos prohíbe al gobierno federal legislar sobre gobiernos locales, los estados son libres de tener subdivisiones políticas llamadas "villas" o no y de definir la palabra de muchas maneras. Típicamente, una villa es un tipo de municipalidad, aunque también puede ser un distrito especial o una zona no incorporada. Puede ser reconocida o no para fines gubernamentales.
En el uso informal, una villa en los Estados Unidos puede ser simplemente un asentamiento humano agrupado relativamente pequeño sin existencia legal formal. En la Nueva Inglaterra colonial, una villa se formaba típicamente alrededor de las casas de reunión que se encontraban en el centro de cada pueblo. Con el advenimiento de la Revolución Industrial, las villas industriales también surgieron alrededor de molinos, minas y fábricas. Debido a que las villas de Nueva Inglaterra estaban dentro de los límites de municipios legalmente establecidos, muchas de estas villas nunca fueron constituidas por separado como municipios.
Una comunidad no incorporada relativamente pequeña, similar a una aldea en el estado de Nueva York, o incluso una comunidad relativamente pequeña dentro de una ciudad o municipio constituido, puede denominarse "villa". Este uso informal puede encontrarse incluso en estados que tienen villas como municipalidades constituidas y es similar al uso del término "área no incorporada" en los estados que tienen gobiernos municipales.
Los estados que reconocen oficialmente las villas varían ampliamente en la definición del término, pero lo más común es que una villa sea una especie de distrito especial o pequeña municipalidad. Como municipalidad, una villa puede diferir de una ciudad o pueblo en términos de población; diferir de una ciudad en términos de dependencia de un municipio, o ser virtualmente equivalente a una ciudad o pueblo.

## Por estado

### Alaska
En virtud del artículo 10, sección 2 de la Constitución de Alaska, así como de las leyes promulgadas de conformidad con la Constitución, Alaska reconoce legalmente solo las ciudades y los municipios como entidades municipales en Alaska. En Alaska, "villa" es un término coloquial que se utiliza para referirse a pequeñas comunidades que en su mayoría están situadas en las zonas rurales del estado, a menudo sin conexión con el contiguo sistema de carreteras de América del Norte. Muchas de esas comunidades están pobladas predominantemente por nativos de Alaska y están reconocidas federalmente como villas en virtud de la ley de reorganización de los indios y/o la ley de solución de reclamaciones de los nativos de Alaska. Como los miembros con derecho a voto de la Liga Municipal de Alaska están en igualdad de condiciones, independientemente de la población, la mayoría de las villas están incorporadas como ciudades de segunda clase. Sin embargo, en el uso común, estas comunidades se consideran más a menudo como villas que como ciudades

### Connecticut
Las villas son agencias subordinadas de gobiernos municipales más que municipios por derecho propio.

### Delaware
Los municipios en Delaware se llaman ciudades, pueblos o villas. No hay diferencias entre ellos que afecten a su clasificación a efectos de censo.

### Florida
Los municipios de Florida se llaman ciudades, pueblos o villas. No se diferencian a efectos del censo.

### Idaho
Todos los municipios de Idaho se llaman ciudades, aunque los términos "pueblo" y "villa" se utilizan a veces en los estatutos.

### Illinois
Una villa es un tipo de municipio constituido en Illinois; los otros dos tipos son la ciudad y el township incorporado. Todos los municipios constituidos, sin que importe su tipo, son independientes entre sí y no pueden superponerse. Las villas pueden ser creadas por referéndum bajo la ley estatal general o por una carta estatal especial. El órgano de gobierno es una junta de seis regentes (trustees) electos y un presidente de villa también electo, todos los cuales suelen ser electos en una circunscripción única (at-large).

### Luisiana
Una villa en Luisiana es un municipio con una población de 1000 habitantes o menos.

### Maine
En Maine, las villas son distritos especiales constituidos en los municipios con fines limitados.

### Maryland
En Maryland, una localidad designada como "villa" puede ser un municipio constituido o un distrito fiscal especial. Un ejemplo de este último tipo de entidad es la villa de Friendship Heights. La distinción es legalmente relevante para el nivel de poder policial que una villa puede ejercer.

### Míchigan
En Míchigan, los villas difieren de las ciudades en que mientras que las villas forman parte de los municipios (townships) en cuyo territorio se encuentran, reduciendo así sus poderes de gobierno local, las ciudades no forman parte de los municipios. Debido a esto, los gobiernos de las villas deben compartir algunas de las responsabilidades hacia sus residentes con los municipios.

### Minnesota
Las villas que existían en Minnesota se convirtieron en ciudades el 1 de enero de 1974. Estas ciudades pueden operar bajo la ley municipal general o adoptar su propio estatuto (charter).

### Misisipi
Una villa en Misisipi es una municipalidad con una población de entre 100 y 299 habitantes. Ya no pueden ser creadas.

### Misuri
Las municipalidades de Misuri reciben el nombre de "ciudades", "municipios" y "villas". A diferencia de las ciudades, las villas no tienen un requisito de población mínima.

### Nebraska
En Nebraska, una villa es una municipalidad con una población de entre 100 y 800 habitantes, mientras que una ciudad debe tener al menos 800 habitantes. En los condados que tienen municipios constituidos (townships), todas las villas y algunas ciudades están dentro del término municipal. Una ciudad de segunda clase (800-5000 habitantes) puede elegir volver a tener el estatus de villa.

### Nueva Hampshire
En Nueva Hampshire, se puede constituir un distrito de villa o un precinto dentro de un municipio. Estas entidades son distritos especiales con poderes limitados.

### Nueva Jersey
Una villa en el contexto del gobierno local de Nueva Jersey refiere a uno de cinco tipos y una de once formas de gobierno municipal. Las villas en Nueva Jersey tienen el mismo rango que otras municipalidades, como ciudades, pueblos, boroughs y townships.

### Nuevo México
Los municipios de Nuevo México pueden ser ciudades, pueblos y villas. No hay diferencias entre ellos que afecten a su clasificación a efectos de censo.

### Nueva York
En Nueva York, una villa es una población constituida que se diferencia de una ciudad en que está bajo la jurisdicción de uno o más municipios (towns), mientras que una ciudad es independiente de los municipios. En ese marco, las villas tienen menos autonomía que las ciudades.
Una villa suele estar, aunque no siempre, dentro de un solo municipio. Puede superponerse y tener un gobierno consolidado con un municipio. Una villa es un municipio claramente definido que proporciona los servicios más cercanos a los residentes, como la recolección de basura, el mantenimiento de calles y carreteras, el alumbrado público y las normas de construcción. Algunas villas proporcionan su propia policía y otros servicios opcionales. Los servicios municipales que no presta la villa los presta el municipio o municipios donde está ubicada. En el momento en que se realizó el censo de 2000, había 553 villas en Nueva York.
No hay límite para la población de una villa en Nueva York. Así, Hempstead, la villa más grande del estado, tiene unos 60 000 habitantes, por lo que cuenta con una población mayor que algunas ciudades del estado. Sin embargo, las villas del estado no pueden exceder las cinco millas cuadradas (13 km²) de superficie. La ley actual exige un mínimo de 500 residentes para que una localidad se pueda constituir como villa.

### Carolina del Norte
Los municipios de Carolina del Norte pueden ser ciudades, pueblos o villas. No hay diferencias significativas en cuanto a poder o estatus legal.

### Ohio
En Ohio, una villa es un municipio constituido con menos de 5000 habitantes, excluidos los residentes de centros educativos o correccionales. La población mínima para que una localidad pueda ser constituida como villa es de 1600 habitantes, pero no siempre fue así, lo que dio lugar a la formación de muchas villas muy pequeñas. Si la población de una villa existente supera los 5000 habitantes en un censo federal, o si una villa llega a tener más de 5000 votantes registrados residentes, se la designa automáticamente como ciudad. Las ciudades o villas pueden estar dentro de los municipios; sin embargo, si una ciudad o villa se superpone con un municipio, el municipio deja de existir como gobierno separado.

### Oklahoma
En Oklahoma, las comunidades no incorporadas se llaman villas y no cuentan con gobierno local.

### Oregón
En Oregón, los municipios pueden ser ciudades, pueblos o villas, aunque no tienen importancia en cuanto a sus poderes legales o estatus. Además, un condado -el condado de Clackamas- permite la organización de áreas no incorporadas en villas o aldeas. Las juntas de tales entidades son asesoras del condado.

### Texas
En Texas, las villas pueden ser municipios de tipo B o tipo C, pero no municipios de tipo A. Los tipos difieren en cuanto a la población y en cuanto a las formas de gobierno que pueden adoptar.

### Vermont
En Vermont, se denomina "villas" a determinadas comunidades situadas dentro de los límites de un municipio legalmente constituido, a diferencia de las ciudades, que están fuera de cualquier otra área municipal. Las villas pueden estar constituidas o no constituidas.

### Virginia Occidental
En Virginia Occidental, los pueblos y villas son municipios de clase IV, es decir, con una población de 2000 o menos habitantes.

### Wisconsin
En Wisconsin, las ciudades y las villas suelen encontrarse fuera de cualquier otra área municipal, aunque los gobiernos de los towns pueden asumir los poderes de las villas por decisión de su junta de supervisores. Las ciudades y las villas difieren en términos de la población y la densidad de población requeridas para su constitución como tales.